# Хронологія гірництва
Хронологія гірництва (рос. хронология горного дела, англ. chronology of mining) — гірництво, тобто пошук, видобуток і переробка корисних копалин — найдавніші галузі діяльності людини, які започатковують історію техніки.

## Витоки гірничої справи. Видобування каменів
Археологічні свідчення про широке використання каменю первісною людиною сходять до ашельського періоду (бл. 700 тис. років тому), хоча відносну цінність різних гірських порід пралюдина почала розуміти набагато раніше (окремі знахідки кам'яних знарядь нараховують понад 1,5 млн років). Камінь (кремінь, пісковик, обсидіан, халцедон та інш.) — залишався основною сировинною базою для виготовлення знарядь полювання, праці та війни до кінця неоліту (III тис. до н. е.). Пошук та збирання каменю з поверхні поступово змінювалися розробкою з деякої глибини, що передбачало створення систем штучних гірничих виробок (неолітичні шахти в Кшемьонках, Польща; Спієні, Бельгія та інш.). У неоліті розпочинається все більш осмислене і упорядковане видобування інших корисних копалин — глини, солі, золота, міді, дорогоцінних та будівельних каменів, мінеральних фарб тощо.
Витоки гірничої справи значною мірою пов'язані також з пристосуванням первісною людиною печер і гротів до вимог життя, подальшим будівництвом підземних міст і храмів, розробкою величезних кам'яних блоків і спорудженням з них мегалітичних пам'ятників. Значним пам'ятником гірничій справі та давньому будівництву залишаються великі єгипетські піраміди фараонів Хеопса, Хефрена та Мікерина (III тис. до н. е.), які мають розгалужену підземну інфраструктуру. Вражаючі каменоломні Давнього Єгипту видали мільйони кам'яних блоків вагою близько 2,5 т (окремі блоки — до 70 т).
За походженням та призначенням давні гірничі об'єкти поділяють на: √ печери й гроти; √ підземні міста й об'єкти релігійного культу; √ каменоломні; √ фортифікаційні споруди; √ підземні транспортні комунікації, водопроводи та сховища; √ виробки шахт і рудників.
Остання група підземних об'єктів пов'язана безпосередньо з видобутком корисних копалин, отримує значне поширення у добу бронзи (кінець IV — початок I тис. до н. е.), коли розпочинається широка шахтна розробка руд міді, олова, сурми (стибію), свинцю, золота, срібла та інших металів. Саме в ці часи виникають основні технологічні прийоми, формується т. зв. епоха гірничих знарядь, створюються світові центри гірничо-металургійної справи: Мала Азія, Єгипет, Кавказ, Карпато-Балканський регіон, Південний Урал та інш. XVI-тим ст. до н. е. датується мідний гірничо-металургійний комплекс Картамишу (Україна, Луганська обл.).

## Видобуток і обробка залізної руди
Великим досягненням гірництва, яке визначило весь подальший цивілізаційний поступ людства, став видобуток і обробка залізної руди, впровадження металургії заліза. Як відзначив з цього приводу американський етнограф Г.Морган: «Дев'ять десятих боротьби за цивілізацію було виграно». Хоча перші свідоцтва видобутку залізних руд датують серединою III тис. до н. е., початок широкої розробки болотних і лугових покладів та вироблення різноманітних залізних знарядь відносять лише до IX ст. до н. е. Інтенсивний розвиток гірничої справи спостерігається в античній Греції й на теренах Римської імперії, причому технології видобутку руд заліза й кольорових металів застосовують як в азійських, африканських, так і в європейських провінціях імперії.

## Видобуток вуглеводнів і солі
В I тис. до н. е. починають видобуток нафти (Персія) та кам'яного вугілля (Китай), які використовують як паливо. Промислове ж використання кам'яного вугілля розпочинається тільки у XVIII ст. — в епоху парового транспорту і коксу, а до того перевагу мала деревина. В Китаї вперше (I тис. до н. е.) починають видобуток соляних розчинів за допомогою свердловин, які бурять на глибину до 900 м.

## Техніка і технологія давнього гірництва
У період раннього середньовіччя спостерігається спад виробничої активності й, зокрема, гірничої справи. Господарче зростання багатьох регіонів Європи на початку II тис. по до н. е. вимагало підвищення видобутку мінеральних ресурсів. У цей час високого рівня гірнича справа досягла в Саксонії, Чехії, Словаччині, Польщі. Тут формуються гірничі райони та міста рудокопів (Фрайберґ, Гарц, Аннаберґ, Мансфельд, Шварцвальд, Хемніц, Кутна Гора, Банська Штявниця, Злотий сток, Вєлічка та інші). Гірники з цих регіонів передають свій досвід і знання багатьом країнам, які пізніше стають на шлях розвитку гірництва. Значним внеском у формування нових суспільних відносин стає «Гірниче право» (привілеї гірничим містам і видобувним кампаніям), які вперше закріплюються за чеським містом Йіглавой (1249 р.).
Картина поступового освоєння людством мінеральних ресурсів планети спочатку відкривається з міфів і народних епосів («Пісня про нібелунгів», «Золоте руно»), продовжується у історичних та релігійних працях й спеціальних природознавчих (гірничо-металургійних) трактатах. Так у «Пісні про Гільгамеша» (кінець ІІІ — початок ІІ тис. до н. е.) зустрічаються згадки про золото, срібло, палаци і будинки з каміння і цегли, в тому числі випаленої. У давньоіндійському епосі («Магабхарата», «Маркандет-Пурана» та інш.) є багато посилань на золото, олово, залізо, перли та інші мінеральні копалини. У Біблії згадуються близько двох десятків мінералів. Тіт Лукрецій Кар, римський поет І ст. до н. е. у своїй філософсько-пізнавальній поемі «Про природу речей» підкреслює важливість відкриття і розробки родовищ металів у загальній історії людства. Пліній (Гай Пліній Секунд, 23/24 — 79 рр. по до н. е.) подає ґрунтовну картину розвитку гірництва античності у 33-й і 34-й книгах своєї «Природничої історії» — енциклопедії знань античності. Страбон (64/63 р. до н. е. — 23/24 р. по до н. е.) у своїй «Географії» (17 книг) описав досвід гірничої справи в країнах світу часів античності. «Батько історії» Геродот багаторазово звертається в своїх описах країн до гірничої справи, яку розвивали ті чи інші народи.
Одним із видатних пам'ятників світової історії Середньовіччя є твір Ґеоргія Аґріколи (1494—1555, справжнє ім'я — Ґеорг Бауер) «Про гірничу справу та металургію в дванадцяти книгах» — «De Re Metallica Libri XII» (Базель, 1556 р.). Це — перша енциклопедія гірничої справи і металургії, яка підвела підсумок всьому досвіду людства по видобуванню руди та плавці металів аж до XVI ст. Праця Аґріколи протягом двох століть була основним посібником для гірників усього світу. Його попередники та сучасники — У. Р. Кальбе з Фрайберґа, автор «Гірничої книжки» (1505 р.), італійський інженер Ваноччо Бірінгуччо, автор трактату «Про піротехніку» у десяти книгах (1540 р.), німецький вчений Себастіан Мюнстер (1485—1552), автор великої праці «Космографія» (1544 р.).
Багато пристроїв і механізмів, які застосовувалися в гірництві, винайдені в данину і описані в працях відомих мислителів — Архімед (287—212 рр. до н. е.) запропонував і описав оригінальний ґвинт для підіймання води («ґвинт Архімеда»), римський архітектор та інженер Ветрувій (друга половина І ст. до н. е.) у 10-й книзі багатотомної праці «Про архітектуру десять книг» описав блоки, поліспасти, вантажопідіймальні машини, водяні колеса і млини, поршневий насос, водяний ґвинт та інші механізми, торкнувся питання вентиляції копалень. Розробкою нової гірничої техніки натхненно займався геніальний інженер і художник Леонардо да Вінчі (1452—1519), який запропонував конструкцію бура для дослідження надр, розробив принципову схему екскаватора-драґлайна, значно поліпшив роботу підіймальних машин винаходом підшипника.
Роки життя та діяльності да Вінчі й Аґріколи належать до епохи Відродження, коли в ряді країн Європи почали складатися капіталістичні відносини, двигуном яких стає гірничо-металургійне виробництво. У першій легендарній десятці творців Англійської промислової революції (Аркрайт, Болтон, Вілкінсон, Гаскойн, Дербі, Ребек, Ватт та ін.) були здебільшого власники шахт і металургійних заводів, гірничі інженери за освітою.
Ціла плеяда видатних вчених з'ясовували питання геології і мінералогії, зокрема генетичну природу мінералів і серед них давньогрецький філософ Аристотель (384—322 рр. до н. е.), учений, філософ Ібн-Сіна (Авіцена, 980—1037), хорезмський енциклопедист Аль Біруні (973—1048), італійський мислитель-натурфілософ епохи Відродження Джироламо Кардано (1501—1576), основоположник російської науки Михайло Ломоносов (1711—1765), а також видатні українські вчені — ректори Києво-Могилянської академії Інокентій Гізель (1600—1683), Феофан Прокопович (1681—1736), перший президент української академії наук Володимир Вернадський (1863—1945), відомий мінералог, автор одного з найбільших у світі «Мінералогічних словників» Євген Лазаренко (1912—1979) та багато інших.
Що стосується механізації гірничих робіт, то перші машини та механізми з'являються вже в античні часи, у XVI-XVII ст. вони суттєво вдосконалюються, а в XVIII-ХІХ ст. обладнуються автономним приводом. Значним кроком у технічному розвитку вугільної промисловості став винахід вугледобувних комбайнів, які вперше у світі були створені в Україні (1930-ті роки). З другої половини ХХ ст. починається період комплексної механізації, а в останні десятиліття — автоматизації та комп'ютеризації гірничих робіт. Примітно, що до XVII ст. як привід застосовують мускульну силу, силу вітру й водяні колеса. В XVII ст. починають використовувати вибухові роботи, у XVIII ст. — паровий привод, а з другої половини ХІХ ст. — електричні двигуни. Слід підкреслити, що саме для гірничої промисловості розроблялися перші парові машини, двигуни, залізничний транспорт, нові вибухові речовини тощо. Гірництво, гірнича наука і техніка протягом тривалого часу знаходились в центрі уваги передових мислителів світу, зумовлювали технічний прогрес, складали основу, найважливішу частину економіки багатьох країн, створили видатну культурну спадщину й варті уваги традиції.